# Levant (vind)
Levant (spanska/italienska levante; valencianska llevant), är en ostlig ihållande mycket kraftig vind i södra och sydöstra Spanien och medelhavsområdet. Den blåser främst under perioden från oktober till mars, mindre starkt under januari. Vindstyrkan ligger normalt på kuling och uppåt.
Vinden är sammankopplad med högtrycket över den europeiska kontinenten under vinterhalvåret, liksom av de lågtryck som samtidigt präglar sydvästra Medelhavet. Resultatet av levant är fuktigt väder, ofta med dimma.
Under perioder utan levant förekommer en västlig vind som kallas poniente. Denna drivs av lågtryck över Atlanten.
Förekomsten av levante och poniente i södra Spanien lockar till sig stora mängder av vindsurfare och kitesurfare, framförallt till den lilla orten Tarifa på spanska fastlandets sydspets.

## Etymologi
Ordet levant kommer från italienskans levante med betydelsen 'östanvind' eller 'österland' (se även Levante). Ordet kommer från verbet levare med betydelsen 'höja sig' eller 'stiga upp' (vilket syftar på solen).